# Tjerkwerd
Tjerkwerd (Fries: Tsjerkwert, [’tsjɛrkvət]) is een dorp in de gemeente Súdwest-Fryslân, in de Nederlandse provincie Friesland. Tjerkwerd ligt tussen Bolsward en Parrega aan de Workumertrekvaart en het Van Panhuyskanaal.
In 2023 telde het dorp 440 inwoners. In de buurt van het dorp liggen de buurtschappen Arkum, Baburen, Eemswoude, Jonkershuizen, Jousterp en Rijtseterp.

## Geschiedenis
Het dorp is ontstaan op een terp. Later ontwikkelde het zich ook langs de vaart. Zo ontstond er een langgerekte, maar ook compacte dorpskern.
Het dorp werd in de 13e eeuw vermeld als Kercwere, in 1313 als Kercwerve, in 1331 als Kerkwerc (te lezen als Kerkwert), in 1333 als Kercward, Karcwarde en Kercwaerd, 1399 als Kercweer, in 1453 als Tzerckwert en in 1664 als Tjerckwert.
De plaatsnaam zou duiden op een kerk (kerc/tjerk) op een opgehoogde hoogte, in het Oudfries werve geheten. 
In het Aardrijkskundig Woordenboek van A.J. van der Aa wordt het Tjerkwerd van rond 1840 als volgt omschreven:

Tjerkwerd of Kerkwaard, dorp, provincie Friesland, kwartier Westergoo, grietenij Wonseradeel, arrondissement en 2½ uur West ten Noorden van Sneek, kanton en ½ uur Zuid West van Bolsward. Men telt er met de daartoe behorende buurt Baburen, Buwalda [Buwaldaburen], Eemswoude, Jonkershuizen, Jousterp en Rijtseterp, 63 huizen en 460 inwoners, die meest in de veeteelt hun bestaan vinden. Voorheen stonden hier de staten Hoitema en Walta.

NB: de buurt 'Buwaldaburen' oftewel Buwaldabuorren in het Fries, werd vanaf de 19e eeuw Jonkershuizen genoemd. Hier stonden in vroegere tijden o.a. Buwalda State en Hoytema State.
Tot 2011 behoorde Tjerkwerd tot de gemeente Wonseradeel. De gemeente Wonseradeel is in 2011 opgegaan in de gemeente Súdwest-Fryslân. 

## Kerk
De kerk van Tjerkwerd, de Sint-Petruskerk, is een zaalkerk en dateert mogelijk uit 14e eeuw en mogelijk het muurwerk zelfs uit de 12e eeuw.
In plaats van een kerktoren had de kerk een klokkenstoel met schilddak. Deze dateerde uit 1632 en in 1830 werd die vervangen door een koepeltorentje. De toren en de westgevel werden in 1888 weer vervangen door een half ingebouwde toren van drie geledingen met een ingesnoerde spits.

## Sport
Het dorp heeft samen met Dedgum een kaatsvereniging De Twa Doarpen. Verder zijn er enkele kleinere sportverenigingen, zoals een ijsclub en biljartclub.

## Cultuur
Het dorp heeft een dorpshuis, 't Waltahûs geheten, een dorpskrant, een muziekvereniging Eensgezindheid en samen met Dedgum een  kerkkoor.

## Onderwijs
Het dorp heeft een basisschool, De Reinbôge. Deze zit sinds 2010 samen met onder meer een kleuterspeelzaal en een schoolbibliotheek in een groot gebouw.

## Geboren in Tjerkwerd
- Jan Ysbrands Galama (1885–1942), pastoor
- Haye Galama (1938), politicus

## Openbaar vervoer
- Bus, lijn 44: Bolsward - Tjerkwerd - Parrega - Workum - Hindeloopen - Koudum - Hemelum - Bakhuizen - Mirns - Rijs - Oudemirdum - Nijemirdum - Sondel - Balk - Ypecolsga - Woudsend - Hommerts - Jutrijp - Sneek

## Afbeeldingen

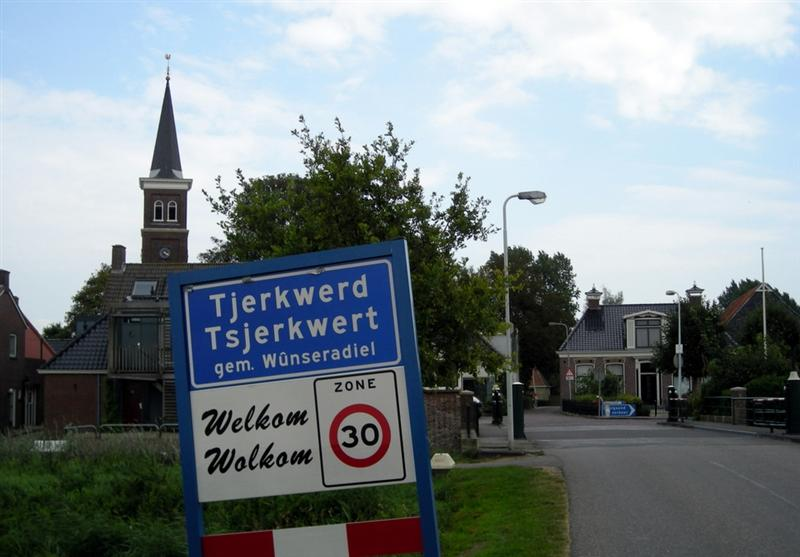
Kombord in 2007
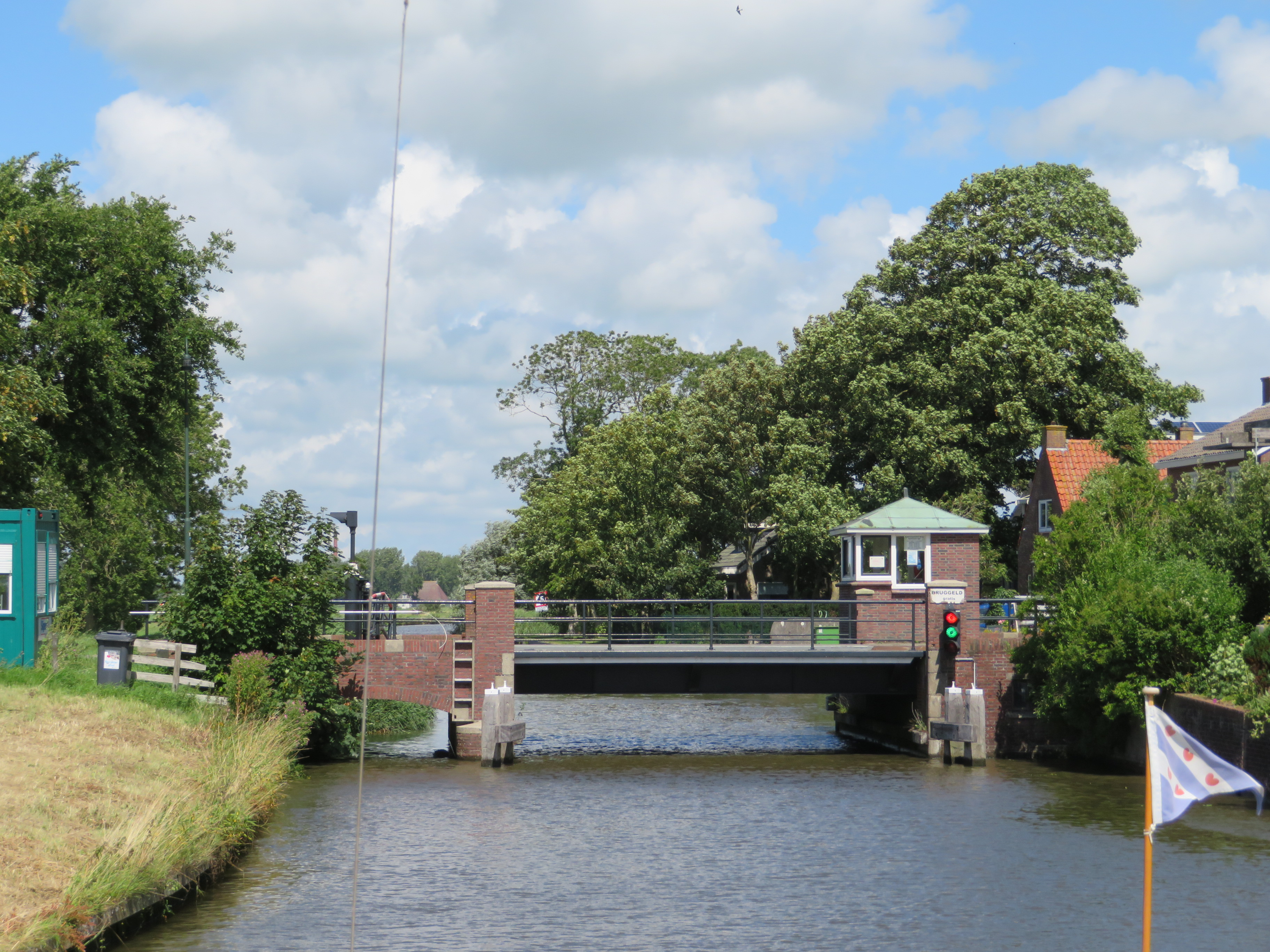
De brug over de Workumertrekvaart in 2020